# Питирим Сорокин
Вижте пояснителната страница за други личности с името Сорокин.
Питирим Александрович Сорокин е американски социолог от руски произход.
Човек на науката и политически активист в Русия, той емигрира в САЩ през 1923 г. Основава Департамента по социология в Харвардския университет.
Основен опонент е на теориите на Толкът Парсънс.